# Zombie Story e altri racconti
Zombie story e altri racconti è una raccolta di quattro racconti scritti da Max Brooks tra il 2007 e il 2011.

## Racconti
- La parata degli estinti (The Extinction Parade, 2011): questo racconto narra della guerra tra umani e zombie dal punto di vista di un gruppo di vampiri della Malaysia. Inizialmente indifferenti agli avvenimenti, i vampiri finiranno per combattere gli zombie per evitare che eliminino del tutto la specie umana, l'unica loro fonte di cibo.
- La grande muraglia (Great Wall: A Story From The Zombie War, 2007): è un'immaginaria intervista a una donna cinese di nome Liu Huafeng, che durante la guerra tra esseri umani e non morti si era occupata insieme ad altre migliaia di persone della ricostruzione di una parte danneggiata della Grande Muraglia per respingere l'orda di non-morti.
- Zombie story. Steve e Fred (Steve and Fred, 2010): in questo racconto vengono messe a confronto le diverse reazioni di due persone davanti all'assalto dei cadaveri ambulanti. Steve, armato di M4 e katana, scorrazza a bordo di una moto sterminando zombie al suo passaggio. Fred invece è rifugiato in un bagno di un edificio in attesa di soccorsi che potrebbero non arrivare mai.
- L'atto conclusivo. Una storia dalla guerra mondiale degli zombie (Closure Limited, 2010): la guerra mondiale tra umani e zombie è ormai al termine. Un giornalista americano, a bordo di una nave europea ancorata in Islanda, viene portato a visitare il luogo in cui, dietro pagamento, le persone possono sparare alla testa di zombie ammanettati.

## Edizioni
- Max Brooks, Zombie story e altri racconti, Cooper, 2011,  p. 104, ISBN 978-88-7394-197-2.